# ژانگ دان
ژانگ دان (انگلیسی: Zhang Dan؛ زادهٔ ۴ اکتبر ۱۹۸۵ or ۴ اکتبر ۱۹۸۷ (see also age controversy below)) اسکیت‌باز نمایشی اهل چین است.